# Trifaoui
Trifaoui (em árabe: ﺗﺮﻳﻔﺎوى) é uma cidade e comuna localizada na província de El Oued, Argélia. Segundo o censo de 2008, a população total da cidade era de 8 257 habitantes.